# Hospental Wohnturm
Hospental Wohnturm (Hospental Beboelsestårn) eller Turm der Herren von Hospental (Herrerne af Hospentals Tårn) er et tårn i dalen Urserental i kommunen Hospental i Kanton Uri i det centrale Schweiz.
Hvornår beboelsestårnet er opført vides ikke med sikkerhed, men en datering af træværket, der stadig findes i den øverste del af bygningsværket, angiver 1226 som værende året for opførsel af tårnet. Bygherrer anses at være Hospentals herskab, som dog først står opført som tårnets ejere i en bekendtgørelse fra 1285. Hospental herskab var på dette tidspunkt landamtmænd (tysk: Landammänner), det højeste myndighedsembede i schweiziske kantoner. I 1382 opnåede Urserental-dalen rigsfrihed (tysk: Reichsfreiheit), hvilket betød at indbyggerne ikke længere var underlagt herskabet, og i 1425 solgtes tårnet for prisen af en okse til den lokale Konrad von Moos. Hospental Wohnturm har ikke været beboet siden engang i begyndelsen af det 15. århundrede.
Tårnet kaldes undertiden også for Ochsenturm (oksetårnet) eller Langobardenturm (Langobardertårnet); dateringen af tårnet placerer dog dets opførelse nogle hundrede år efter Langobarderne, hvorfor denne betegnelse regnes for at være forkert.